# Parijse metrolijn 7
Metrolijn 7 is een van de 16 metrolijnen die door Parijs lopen. De lijn vervoert jaarlijks zo'n 120.500.000 reizigers. Hier zijn wel de reizigers van lijn 7bis ook bij gerekend.

## Toerisme
Metro lijn 7 passeert enkele veelbezochte plaatsen in Parijs:
- Parc de la Villette
- Opéra Garnier
- Quartier Latin

Deze metrolijn bestaat sinds 1910 en is 22,4 km lang.
La Courneuve - 8 Mai 1945 · 
Fort d'Aubervilliers · 
Aubervilliers - Pantin - Quatre Chemins · 
Porte de la Villette · 
Corentin Cariou · 
Crimée · 
Riquet · 
Stalingrad · 
Louis Blanc · 
Château-Landon · 
Gare de l'Est · 
Poissonnière · 
Cadet · 
Le Peletier · 
Chaussée d'Antin - La Fayette · 
Opéra · 
Pyramides · 
Palais Royal - Musée du Louvre · 
Pont Neuf · 
Châtelet · 
Pont Marie · 
Sully - Morland · 
Jussieu · 
Place Monge · 
Censier - Daubenton · 
Les Gobelins · 
Place d'Italie · 
Tolbiac · 
Maison Blanche

Zuidelijke tak: Le Kremlin-Bicêtre · 
Villejuif - Léo Lagrange · 
Villejuif - Paul Vaillant-Couturier · 
Villejuif - Louis Aragon

Zuidoostelijke tak: Porte d'Italie · 
Porte de Choisy · 
Porte d'Ivry · 
Pierre et Marie Curie · 
Mairie d'Ivry